# CO Saint-Dizier
CO Saint-Dizier – francuski klub piłkarski z siedzibą w Saint-Dizier.

## Historia
'Club Olympique de Saint-Dizier został założony w 1933 roku jako Association Sportive Saint-Dizier. W 1940 roku klub połączył się z US Marnaval tworząc Association Sportive de Saint-Dizier-Marnaval. W 1960 roku klub połączył się z ERC Bragards tworząc Club Omnisports de Saint-Dizier. Przez wiele klub występował w niższych klasach rozgrywkowych.
W 1978 roku klub awansował do Division 4, a w 1981 roku do Division 3. W 1986 roku klub po raz pierwszy w swojej historii awansował do Division 2. Rok później klub zmienił nazwę na CO Saint-Dizier. Pobyt na zapleczu francuskiej ekstraklasy trwał tylko dwa lata. Później Saint-Dizier występował w trzeciej i czwartej lidze. Obecnie występuje w Championnat de France amateur 2 (piąta klasa rozgrywkowa).

## Sukcesy
- mistrzostwo Division 4: 1981.
- 2 sezony w Division 2: 1986-1988.

## Nazwy klubu
- Association Sportive Saint-Dizier (1933–40)
- Association Sportive de Saint-Dizier-Marnaval (1940–60)
- Club Omnisports de Saint-Dizier (1980–87)
- Club Olympique de Saint-Dizier (1987– ).